# Selevk II. Kalinik
Selevk II. Kalinik Pogon  (grško starogrško Σέλευκος Β' Καλλίνικος, ο Πώγων, Séleukos Defteros Kallínikos, o Pógon; Kalinik pomeni "slavni  zmagovalec", Pogon pa "brada") je bil od leta 246 do 225 pr. n. št. vladar helenističnega Selevkidskega cesarstva, * julij/avgust 265 pr. n. št., † december 225 pr. n. št.
Selevk se je istočasno vojskoval na več frontah. Ker ni bil vedno uspešen vojskovodja, je bila njegova vladavina obdobje velikih nemirov in drobljenja Selevkidskega cesarstva. Restavracija cesarstva je uspela šele njegovemu drugemu sinu Antiohu III.

## Prihod na prestol in tretja sirska vojna
Selevk II. je bil sin selevkidskega kralja Antioha II. Teosa in Laodike I. Efeške.
Po očetovi smrti julija 246 pr. n. št. je Laodika za njegovega naslednika imenovala Selevka, očetova druga žena  Berenika pa svojega sina, antioškega kralja Antioha.  Berenika je bila sprva odločna in prevzela oblast v večjem delu Sirije in Kilikije. Za pomoč je zaprosila svojega brata, egipčanskega faraona  Ptolemaja III. Evergeta, vendar so pred njegovim prihodom  njo in sina umorili pristaši Laodike in Selevka II. 
Dinastični spor je sprožil tretjo sirsko vojno. Ptolemaj III. se je izkrcal v Selevkiji Pireriji, napadel Selevkidsko cesarstvo in  dosegel vdajo Sirije in Kilikije. Zmagoslavno je prodrl do Tigrisa in morda še dlje, vendar ne do Babilona. Ptolemaj je čez zimo 246/245 pr. n. št. ostal v Siriji. Slelvk ga je nameraval napasti z morja in osvojiti izgubljeno ozemlje, vendar je njegovo ladjevje v viharju doživelo brodolom. Brodolom ni bil zadnji dogodek, v katerem je doživel poraz zaradi spleta okoliščin. 

## Poraz v tretji sirski vojni in Anatoliji
Selevk se je uspel obdržati in v notranjosti Male Azije utrditi svojo oblast. Eno od sester je poročil z Mitridatom II. Pontskim, drugo z Ariaratom III. Kapadoškim, sam pa se je poročil s svojo sestrično Laodiko II.  Z njo je imel pet otrok, med njimi Antiohis, Selevka III. Kerauna in Antioha III. Velikega. Za podkralja Male Azije je imenoval  brata Atioha Hieraksa in se odpravil na pohod proti Ptolemaju.
Ptolemaj III. se je leta 245 pr. n. št. vrnil v Egipt  in s seboj domnevno odnesel 40.000 talentov zlata  in kipe egipčanskih bogov, ki so jih stoletje pred tem ukradli Perzijci. Selevk je najprej vdrl v Babilonijo in Mezopotamijo, kjer je naletel na lojalnost lokalnega prebivalstva, in od tam v Sirijo, kjer je leta 244 pr. n. št. osvojil Antiohijo. Za njo je osvojil tudi druga večja mesta v tem delu Sirije. Do leta 242 pr. n. št. je osvojil še severno Sirijo in ustvaril pogoje za napad na Damask, ki je bil pod ptolemajsko oblastjo. 
Drugod je bil manj uspešen. V Egeji je njegova vojska  osvojila Efez in Ainos, Maronejo v Trakiji in več mest na azijski strani Helesponta.
Leta 241 pr. n. št. je pristal na podpis mirovnega sporazuma z Egiptom. Za mejo med cesarstvoma v Siriji je bila ponovno sprejeta reka Eleuteros.  Ptolemaj je obdržal svoje osvojitve v Trakiji in, kar je bilo najpomembnejše, pristanišče Selevkija Pieira. V tem mestu je bila grobnica Selevka I., ustanovitelja  Selevkidske dinastije, mesto pa je obvladovalo tudi večino trgovanja  Antiohije. Želja Selevka II., da bi osvojil Selevkijo, je bila glavni vzrok za izbruh četrte sirske vojne leta 219 pr. n. št. 
Medtem se je v Mali Aziji pojavil Selevkov rival Antioh Hieraks,  ki ga je podpirala njegova mati Laodika. Selevk ga je napadel, vendar ni uspel osvojiti Sard. Po dveh letih zastoja sta se brata okoli leta 237 pr. n. št.  spopadla v bitki pri Ankiri. V bitki je s pomočjo Mitridata II. Pontskega in Galačanov zmagal Antioh Hieraks. Selevku je komaj uspelo pobegniti in rešiti življenje. Selevk je po porazu prepustil bratu ozemlje severno od Taurusa in z njim sklenil prisiljen mir.

## Drobljenje cesarstva na vzhodu
Selevk II. je nato svojo pozornost usmeril proti vzhodnim provincam cesarstva, da bi rešil probleme, ki so se nakopičili v zadnjih nekaj desetletjih. Poskušal je ponovno osvojiti Partijo, vendar mu to ni uspelo. Partski satrap Andragor je izkoristil priložnost in ustanovil svojo neodvisno državo in začel leta 245 pr. n. št. kovati svoj denar. Leta 238 pr. n. št. ga je še pred Selevkovo vrnitvijo ubil Arsak I., poglavar nomadskih Parnijev iz današnjega Turkmenistana.  Arsak je pred tem napadel Baktrijo, od koder ga je pregnal satrap Diodot I.  Selevkove težave na zahodu je izkoristil tudi Diodot in postal de facto neodvisen vladar.
Selevkidska vojska je po porazu pri Ankiri še bolj oslabela in omogočila Partom pod Arsakom I. osvojiti še več ozemlja, vključno s Hakatompilom, ki je okoli leta 237 pr. n. št. postal njihova prestolnica. Približno takrat je Diodota nasledil njegov sin Diodot II., ki je sklenil zavezništvo s Parti in deloval kot pregrada za vsak poskus selevkidske invazije za ponovno vzpostavitev oblasti na vzhodu.
Selevkova vojna s Parti se je končala morda s porazom ali z umikom pred premočno partsko vojsko.  Selevkidsko oblast na vzhodu je ponovno vzpostavil šele Selevkov sin Antioh III. Po umiku Selevka II. z vzhoda se je Diodot II. razglasil za kralja Baktrije in leta 235 pr. n. št. prekinil vse preostale vezi s selevkidskim dvorom.

## Smrt Antioha Hieraksa
V Mali Aziji je medtem svoj vrh dosegel Pergamon pod Atalom I. Atalove ambicije, da bi zamenjal Antioha Hieraksa na položaju kralja Male Azije, so sprožile vojno in več bitk v tridesetih letih 3. stoletja pr. n. št. Atal je premagal Galačane in Antioha Hieraksa in nazadnje preprečil poskus Selevka II., da bi prevzel oblast v Mali Aziji.  Antioh Hieraks je po štirih porazih v bitkah z Atalom pobegnil v Armenijo in od tam napadel  Mezopotamijo.  Po porazu v bitki s selevkidsko vojsko pod poveljstvom njegovega strica Andromaha je pobegnil v Trakijo, kjer so ga okoli leta 226 pr. n. št ubili razbojniki. 
Selevk je bi zatem  zaposlen z zatiranjem upora v Antiohiji, ki ga je spodbujala njegova teta, kraljica Stratonika, poročena z Demetrijem II. Makedonskim.  Po Demetrijevi ločitvi in drugi poroki  se je Selevk II. vrnil v Sirijo, kjer se mu je za ženo ponudila Stratonika in morda zahtevala, da napade Demetrija. Ker je Selevk II. oboje zavrnil, je sprožila upor v Antiohiji. Selevk je mesto oblegal in ga nazadnje osvojil.  Stratonika je nameravala  pobegniti   k Ptolemaju III., vendar so jo na begu ujeli in ubili.  
V letih po porazu pri Ankiri (237 pr. n. št.) se je Selevk II. posvetil obnovi svojih posesti, razširil Antiohijo in zatrl upor v Babilonu. Do leta 227 pr. n. št. se je stanje stabiliziralo do te mere, da je začel načrtovati novo ofenzivo proti Atalu, da bi ponovno osvojil Malo Azijo.

## Smrt in nasledstvo
Selevk II. je pred invazijo leta 225 pr. n. št. padel s konja in nepričakovno umrl. Nasledil ga je najprej najstarejši sin Aleksander, ki se je preimenoval v Selevka III.,  njega pa  leta 222 pr. n. št.  mlajši sin Antioh III. Veliki.

## Vir
- Grainger, John D. (2014). The Rise of the Seleucid Empire. Pen & Sword. ISBN 978-1-78303-053-8.

| Selevk II. Kalinik SelevkidiRojen: okoli 265 pr. n. št. Umrl: 225 pr. n. št. |                                                   |                               |
| Predhodnik: Antioh II. Teos                                                  | Vladar Sekevkidskega cesarstva 246–225 pr. n. št. | Naslednik: Selevk III. Keraun |